# 乔瓦尼·曼詹特
乔瓦尼·曼詹特（義大利語：Giovanni Mangiante，1893年8月28日—1957年12月6日），生于布雷西亚，意大利前男子竞技体操运动员。他曾获得1912年夏季奥运会体操比赛男子团体全能金牌。他的哥哥洛伦佐同样也是体操选手。